# Joker Lørdag
Joker havde premiere hos Danske Spil den 22. januar 2000. I mange år spillede man kun Joker om lørdagen, men i november 2008 blev Joker Onsdag tilføjet, og for at adskille de to spil skiftede lørdagsspillet også navn og blev til Joker Lørdag.
Joker er et tillægsspil, og det kan ikke købes separat. Det kan købes i forbindelse med  følgende spil: Lotto, Onsdags Lotto, Boxen, Tips 12 og Tips 13. 
Det foregår rent praktisk ved, at man afkrydser på sin kupon til et af de fem nævnte spil, om man også vil spille enten Joker Onsdag eller Joker Lørdag. Eller dem begge to. Der er nemlig mulighed for, at man for eksempel på sit Tips 13-spil tilføjer Jokerspil både til lørdag og onsdag.
Når man spiller Joker, får man to rækker med syv tal. Tallene er to vilkårlige 7-cifrede tal mellem 0000000 og 9999999, som påtrykkes kvitteringen. Jokertallene læses bagfra, og tallenes værdi og placering skal svare nøjagtigt til de udtrukne tal. For at have gevinst skal man have minimum to rigtige. 
Den største Jokergevinst indtil videre faldt i 2005, hvor en enkelt spiller vandt 35.875.154 kroner.